# 林森諾克山
46°54′32″N 13°51′2″E / 46.90889°N 13.85056°E

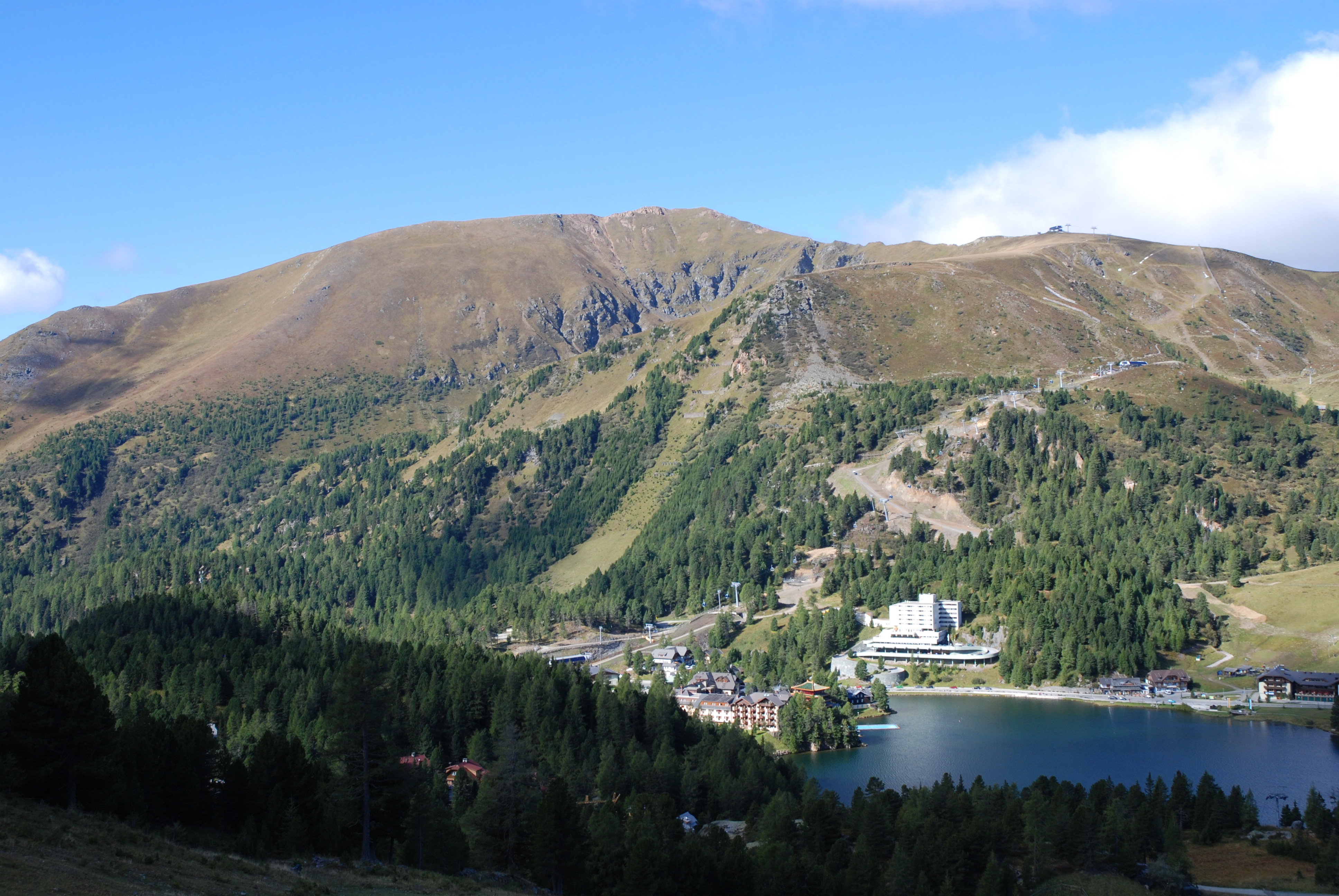

林森諾克山（德語：Rinsennock），是奧地利的山峰，位於該國南部，由克恩頓州負責管轄，屬於諾克山脈的一部分，海拔高度1,901米，每年平均降雨量2,511毫米。